# 北聖克魯斯山
08°52′14.80″S 77°43′5.44″W / 8.8707778°S 77.7181778°W
北聖克魯斯山（西班牙語：Santa Cruz Norte），是秘魯的山峰，位於該國北部安卡什大區，由瓦伊拉斯省的聖克魯斯區負責管轄，屬於布蘭卡山脈的一部分，海拔高度5,829米。